# 마쓰나가 쇼헤이
마쓰나가 쇼헤이(일본어: 松永 祥兵, 1989년 1월 7일 ~ )는 일본의 전 축구 선수이다.

## 구단 경력
과거 에히메 FC에서 활동하였다.